# Invasion ottomane du Magne (1770)
Pour les articles homonymes, voir Invasion ottomane du Magne.
Révolution d'Orloff
L'invasion ottomane du Magne de 1770 est la première d'une série d'invasions menées par les Ottomans pour soumettre les Maniotes (en). Le Magne est alors une région de Grèce que les Ottomans n'ont pas occupée en raison du terrain accidenté et de l'esprit rebelle de ses habitants. Les Maniotes ont causé des dommages aux Ottomans en s'alliant avec les Vénitiens à chaque guerre entre Venise et les Ottomans et se livrent aussi de manière habituelle à la piraterie.
Après l'échec de la révolution d'Orloff, en 1770, à laquelle les Maniotes ont participé, des mercenaires albanais musulmans (également appelés Turcalbanais) ravagent le Péloponnèse ; le bey ottoman du Péloponnèse, Hadji Osman, voit sa chance d'envahir le Magne et de le soumettre une fois pour toutes. 
Avec une importante force d'Albanais musulmans, il pénètre dans le Magne. Les Ottomans livrent alors une bataille contre l'armée maniote, perdent et sont obligés de se retirer du Magne. 

## Contexte
L'échec de la révolution d'Orloff en 1770 est un désastre pour le Péloponnèse. Les Ottomans envoient des mercenaires albanais musulmans pour reconquérir la province. Le pacha ottoman du Péloponnèse, Hadji Osman, pense que c'est sa chance de s'emparer du Magne une fois pour toutes. Il rassemble un groupe important et aguerri de soldats albanais musulmans pour l'accompagner dans son invasion du Magne. Lorsque les Maniotes entendent parler des préparatifs ottomans, ils rassemblent leur armée sous le commandement d'Éxarchos Grigorákis (el) et de son neveu Tzanétos Grigorákis (el)[réf. nécessaire], issus du puissant clan d'Ageranós et de Skoutári, dans les montagnes au-dessus de Parasyros, et attendent l'arrivée des Ottomans.

## Invasion
Les Ottomans se dirigent vers la plaine située entre Parasyros et Skoutári, appelée Agio Pigada, ce qui signifie en français : puits saints, car le monastère situé sur la colline au-dessus de la plaine est entouré de puits. L'armée des Maniotes surprend le camp ottoman au cours de la nuit et massacre l'ennemi, dont Hadji Osman. Les Maniotes n'ayant nulle part où enterrer autant de cadavres, les jettent dans des puits. La plaine reçoit ainsi le nom de Vromopigada, en français : puits sales.

## Conséquences
En 1777, les Ottomans essaient de rétablir leur autorité en plaçant un bey maniote pour gouverner la province ; différentes interventions ont cependant lieu au cours des années suivantes afin de déposer certains beys trop turbulents, jusqu'à la guerre d'indépendance en 1821.